# Px49
Px49 (typ Sawa) – polski parowóz wąskotorowy z 1949 roku, na tor szerokości 750 mm, produkowany w zakładach Fablok w Chrzanowie. Skonstruowany na zamówienie Jugosławii na bazie serii Px48. Zbudowano 10 parowozów, które ostatecznie nie zostały wyeksportowane i służyły na PKP.

## Historia
Parowóz typu Sawa został opracowany w Fabloku w Chrzanowie na zlecenie Jugosławii, jako eksportowa wersja produkowanego dla PKP parowozu Px48, przystosowana na tor o rozstawie 760 mm. Główną różnicę stanowił mniejszy trzyosiowy tender zamiast czteroosiowego, a także palenisko przystosowane do opalania niskokalorycznym lignitem lub drewnem i wirowy iskrochron typu bębnowego na kominie. Osprzęt był typowy dla polskich parowozów. Tendry były produkowane przez Konstal w Chorzowie.
Jugosławia zamówiła 12 takich lokomotyw. W związku jednak z pogorszeniem się stosunków politycznych między państwami bloku wschodniego – w tym Polską, a Jugosławią, w 1950 roku umowa została zerwana. Zbudowane 10 sztuk zostało zakupione przez polskie Ministerstwo Komunikacji dla PKP, a pozostałych dwóch nie zbudowano. Zakupione parowozy zostały zmodyfikowane do polskich wymagań – przede wszystkim dostosowano je do szerokości toru 750 mm, ponadto przystosowano do opalania węglem kamiennym i zdjęto iskrochrony bębnowe, instalując iskrochrony siatkowe wewnątrz dymnicy. Parowozy otrzymały oznaczenie Px49 i numery od 1791 do 1800.
Kocioł parowozu Px49-1791 został w 1996 roku zabudowany w Pile na parowozie Px48-3917 na tor szerokości 1000 mm (eksploatowanym następnie na Kolei Piaseczyńskiej).

## Lista parowozów Px49 zachowanych w Polsce[3]
| Seria pojazdu | Rok produkcji | Producent | Miejscowość        | Stan parowozu |
| ------------- | ------------- | --------- | ------------------ | ------------- |
| Px49-1792     | 1950          | Chrzanów  | Szreniawa          | eksponat      |
| Px49-1794     | 1950          | Chrzanów  | Sochaczew          | eksponat      |
| Px49-1796     | 1950          | Chrzanów  | Sochaczew          | eksponat      |
| Px49-1797     | 1950          | Chrzanów  | Sochaczew          | eksponat      |
| Px49-1798     | 1950          | Chrzanów  | Ślęza/Zamek Topacz | eksponat      |
| Px49-1799     | 1950          | Chrzanów  | Koluszki           | pomnik        |

## Opis
Parowóz wąskotorowy o układzie osi D, z silnikami bliźniaczymi na parę przegrzaną i doczepnym tendrem o układzie osi 3'. Budka maszynisty otwarta od tyłu, tender posiada kontrbudkę. Kocioł ze stojakiem półpromienistym i stalową skrzynią ogniową. Na kotle umieszczony zbieralnik pary we wspólnej długiej obudowie z dwoma piasecznicami. Komin początkowo miał odiskrownik bębnowy, później usunięty. Kocioł miał przegrzewacz Schmidta. Zasilanie w wodę za pomocą dwóch inżektorów Friedmanna.
Ostoja belkowa, usprężynowanie górne, kombinowane. Dla pokonywania łuków, koła drugiej osi miały zwężone obrzeża, a czwarta oś możliwość przesuwu na boki po 15 mm.
Bliźniacze silniki parowe z suwakami tłokowymi. Mechanizm napędowy napędzał trzecią oś, pozostałe były wiązane. Mechanizm parorozdzielczy Heusingera. Hamulec parowy i ręczny dźwigniowy na tendrze. Parowóz nie był wyposażony w sprężarkę ani hamulce pneumatyczne. Sprzęg centralny orczykowy.